# Takashi Chinen
Takashi Chinen (Japón, 18 de diciembre de 1970) es un gimnasta artístico retirado japonés, medallista olímpico (bronce) en 1992 en el concurso por equipos.

## Carrera deportiva
En los JJ. OO. de Barcelona 1992 consigue el bronce en el concurso por equipos —por detrás del Equipo Unificado (oro) y China (plata)—; sus colegas en el equipo fueron: Yukio Iketani, Yutaka Aihara, Yoshiaki Hatakeda, Masayuki Matsunaga y Daisuke Nishikawa.